# Маккензи Скот
Маккензи Скот (на английски: MacKenzie Scott) е американска милиардерка и писателка.
Родена е на 7 април 1970 година в Сан Франциско в семейството на финансист. През 1992 година получава бакалавърска степен по английски в Принстънския университет, а малко по-късно се жени за Джеф Безос. През следващата година двамата се установяват в Сиатъл, където Безос основава компанията за онлайн търговия „Амазон“. Маккензи Скот е сред първите служители на компанията, но по-късно се оттегля от бизнеса. През 2005 година издава романа „The Testing of Luther Albright“, който получава Американска награда за книга. През 2019 година двамата се развеждат и тя получава значително имущество, включително около 4% дял в „Амазон“, като по някои оценки става най-богатата жена в света.